# Attilio Bettega
Attilio Bettega (Trento, 1953. február 19. – Zérubia, 1985. május 2.) olasz autóversenyző.

## Pályafutása
1978-ban vett részt első rali-világbajnoki versenyén. 1979 és 1981 között a Fiat, 1982 és 1985 között a Lacia gyári versenyzője. Rövid pályafutása alatt a világbajnokság huszonhat versenyén indult, melyből hat alkalommal állt dobogón. Legelőkelőbb összetett helyezését az 1984-es szezonban érte el, amikor is az ötödik helyen zárta az évet. Az 1985-ös Korzika-ralin halálos kimenetelű balesetet szenvedett. Ugyanezen a futamon, egy évvel később a finn Henri Toivonen is életét vesztette.
Fia, Alessandro Bettega szintén autóversenyző.

## Külső hivatkozások
- Profilja a rallybase.nl honlapon
- Profilja a Motorsport Memorial honlapján